# 高千穂鉄道

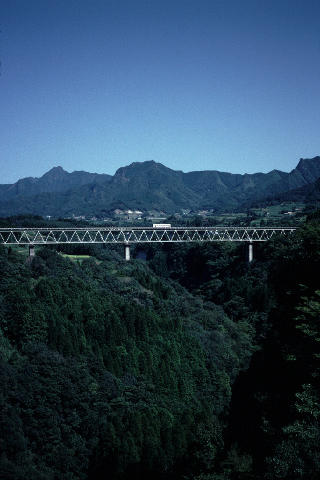
高千穂橋梁を渡る延岡行の列車（1998年10月3日撮影）

高千穂鉄道株式会社（たかちほてつどう）は、かつて宮崎県北部で旧国鉄特定地方交通線の鉄道路線である高千穂線を運営していた鉄道会社である。宮崎県などが出資する第三セクター方式で設立され、本社は宮崎県西臼杵郡高千穂町にあった。

## 概要
1984年（昭和59年）、第2次特定地方交通線として廃止が承認された旧国鉄高千穂線の鉄道転換の受け皿会社として、1988年（昭和63年）に設立された。1987年（昭和62年）の国鉄分割民営化で九州旅客鉄道（JR九州）に継承された高千穂線の既開業区間全線を、1989年（昭和64年）に継承し、運営に当たった。
沿線の通勤・通学需要に応える一方、終点付近に水面から線路までの高さが東洋一を誇る高千穂鉄橋が存在することや、高千穂町周辺が「神話の里」として著名であること、また、五ヶ瀬川の渓谷に沿った風光明媚な路線であることなど、いくつもの観光資源を活用して、観光需要の掘り起こしにも注力した。展望型気動車や、トロッコ風車両、さらには日之影温泉駅の駅舎内に温泉施設を作るなど、さまざまな企画を積極的に推進した。これらが功を奏し、とりわけ2003年（平成15年）に導入された「トロッコ神楽号」の運行は観光利用客が倍増し、成功を収めたのをはじめ、それまで沿線の過疎化等で減少に歯止めがかからなかった総利用客数も、「トロッコ神楽号」運行開始後の同年度は増加に転じた。
この「トロッコ神楽号」には、遠方から高千穂を訪れた大手旅行会社の団体ツアー客が集中した。宮崎県内で最も観光客を集める高千穂峡や天岩戸神社などの高千穂町の名所を巡りながら、高千穂 - 槇峰間などを片道乗車（片道は観光バスによる送迎）するコースが定番となった。こうして「トロッコ神楽号」は観光地・高千穂の新しい観光の目玉となった。
しかし、高千穂線は2005年（平成17年）9月6日の台風14号による暴風雨で鉄道設備に甚大な被害を受け、全線運転休止となった。県や沿線自治体が復旧費用の負担に難色を示したため全線での運転再開を断念。比較的被害が軽微な高千穂方の一部区間のみでの運転再開を検討していたが、延岡駅から日豊本線との接続が行えないことや、少子化の進行、車両更新の費用などを考慮して採算性を検討した結果、同年12月20日、高千穂鉄道としての復旧・運行再開を断念し、全線廃止を決定した。高千穂鉄道の社員27人は、2006年（平成18年）1月31日、清算事務にあたる2人を除いて全員解雇された。
ただし、「民間で復旧・運行再開をする企業・団体が現れれば譲渡を検討する」と発表したことを受け、宮崎県内外から複数の企業が名乗りを上げたが、鉄道運休で地元観光産業への危機感を募らせていた西臼杵郡の観光・商工関係者らが運行再開の目的で設立した、神話高千穂トロッコ鉄道株式会社（現・高千穂あまてらす鉄道株式会社）に渡す方針が最終的に固まった。しかし、試算の結果、無償譲渡にあたって双方に合わせて約3億7千万円の法人税と事業税が課税されることが判明し、調整が難航するなか、当初「2005年9月6日から1年間」として提出した全線の休止届が期限切れとなるため、翌2006年（平成18年）9月に被害が甚大な延岡 - 槇峰間の廃止届と、被害が比較的軽微な槇峰 - 高千穂間の休止届を提出した。
時価約4億5千万円と評価されている資産のうち、軌道部分の評価額は約3千万円とされており、運行再開へ向けての復旧作業に着手する必要も考慮して、2006年（平成18年）11月時点ではこの部分のみの先行譲渡が検討された。残りの資産については、会社の清算時期を遅らせてトロッコ社（あまてらす社）へ貸与する形を取ることや、新たに受け皿機関を起こしてそこからトロッコ社（あまてらす社）へリースする形をとること、一旦沿線自治体に寄付して改めてトロッコ社（あまてらす社）に譲渡することなどが検討されていたが、課税逃れと判断される懸念があり、関係自治体との間の協議は難航した。
ただ、2007年（平成19年）には宮崎県知事の東国原英夫（当時）は、自らのマニフェストである「高千穂地域の交通基盤整備の支援」に沿って「鉄路は残っている。高千穂再生のためには観光鉄道として生かすことも大切だ」と運行再開の意欲を述べた。以上の他にもデュアル・モード・ビークル (DMV) を導入する構想もあった。
しかし、2007年（平成19年）9月6日に延岡 - 槇峰間が廃止された後、残る休止区間の槇峰 - 高千穂間についても廃止届が提出され、翌2008年（平成20年）12月28日に全区間が廃止された。これにより宮崎県からJR以外の鉄道事業者がなくなった。会社としての高千穂鉄道は翌2009年（平成21年）、清算結了により法人格が消滅している。
なお、高千穂鉄道廃止後の延岡 - 高千穂間の公共交通機関は、既存のバス路線もあった宮崎交通を中心とするバス輸送によって行われている。

## 歴史
- 1988年（昭和63年）12月14日 設立。
- 1989年（平成元年）4月28日 JR九州 高千穂線を転換し高千穂線開業[2]。
- 2003年（平成15年）3月21日 トロッコ列車「トロッコ神楽号」を営業運転開始。宮崎県のリゾート基金や宝くじの補助金で導入。
- 2005年（平成17年）
  - 9月6日 台風14号による大雨のため、第1五ヶ瀬川橋梁と第2五ヶ瀬川橋梁が流失。この他、道床や路盤の流失、土砂流入などの被害を受け、全線で運転休止。
  - 12月9日 復旧費用の負担ができないため、取締役会で全線復旧を断念。被災が比較的小規模だった高千穂駅 - 槙峰駅間のみの運行再開については協議を継続。
  - 12月20日 部分復旧を断念。取締役会で会社の整理を決議。
- 2006年（平成18年）9月5日 国土交通省へ延岡駅 - 槇峰駅間の廃止届と槇峰駅 - 高千穂駅間の休止届を提出。
- 2007年（平成19年）
  - 9月6日 延岡駅 - 槇峰駅間廃止。
  - 12月27日 槇峰駅 - 高千穂駅間の廃止届を提出。
- 2008年（平成20年）12月28日 槇峰駅 - 高千穂駅間（全線）が廃止。
- 2009年（平成21年）
  - 1月6日 会社解散。
  - 3月末 清算結了。

## 路線
- 高千穂線 延岡 - 高千穂 50.0km（廃止）

## 車両

### TR-100形・TR-200形
1989年（平成元年）4月の転換開業に際して準備した気動車7両で、一般用のTR-100形5両、観光用のTR-200形2両で構成される。いずれも新潟鐵工所製のNDCと呼ばれるレールバス型気動車の一種で、製造時期が近い松浦鉄道MR-100形、くま川鉄道KT-100形・KT-200形とほぼ同型である。TR-100形、TR-200形の車体、走行装置は同一である。エンジンは、新潟鐵工所製DMF13HSディーゼルエンジンを183 kW（250 PS）に設定して採用した。全車正面貫通式、両運転台、トイレなし、TR-100形はセミクロスシートで車体中央部に4人掛けボックスシート6組があり、TR-200形は観光用途の仕様で、全席ボックスシートである。各車両に愛称がつけられていた。廃線後は、TR-200形1両(201)が阿佐海岸鉄道に譲渡され、同社のASA-300形となったほか、沿線でTR-100形3両（101:高千穂町、104、105:日之影町）、TR-200形1両(202:高千穂町)が保存されている。

### TR-300形
観光輸送のサービス向上のため本格的な観光用車両としてTR-300形2両を1991年（平成3年）7月に導入した。秋田内陸縦貫鉄道AN-8900形を基本とし、全室構造の片運転台、車内は中央部にサロンコーナー、その他の座席は車端部を除いて転換クロスシートで、トイレは設置されなかった。エンジンは新潟鐵工所製DMF13HSディーゼルエンジンを183 kW（250 PS）に設定して採用した。2003年（平成15年）、TR-400形の導入に先立って運用を外れ、廃車された。廃車後は高千穂線の未成区間で保存され、休憩所として利用されている。

### TR-400形
高千穂鉄道では1996年（平成8年）からトロッコ車用の導入検討を進め、2003年（平成15年）に2両のトロッコ型気動車を導入した。車体は新潟鐵工所が納入した松浦鉄道MR-500形、南阿蘇鉄道MT-3010形などのレトロ調気動車をベースとし、窓を上下方向に拡大したうえで着脱式としている。エンジンは新潟鐵工所製DMF13HZディーゼルエンジンを242.7 kW (330 PS)に設定して使用した。全車正面貫通式、両運転台、トイレなし、通路を挟んで両側にテーブル付き4人掛けボックスシートを6組ずつ備え、ドア付近にはテーブル付2人掛け座席が2か所にある。TR-401の車体は黄色に塗装されて「手力男（たぢからお）」の愛称が、TR-402は緑色に塗装されて「天鈿女（あまのうずめ）」の愛称がつけられた。廃線後2両ともJR九州に売却、改造の上キハ125系に編入され、特急「海幸山幸」として2009年（平成21年）10月から運転されている。

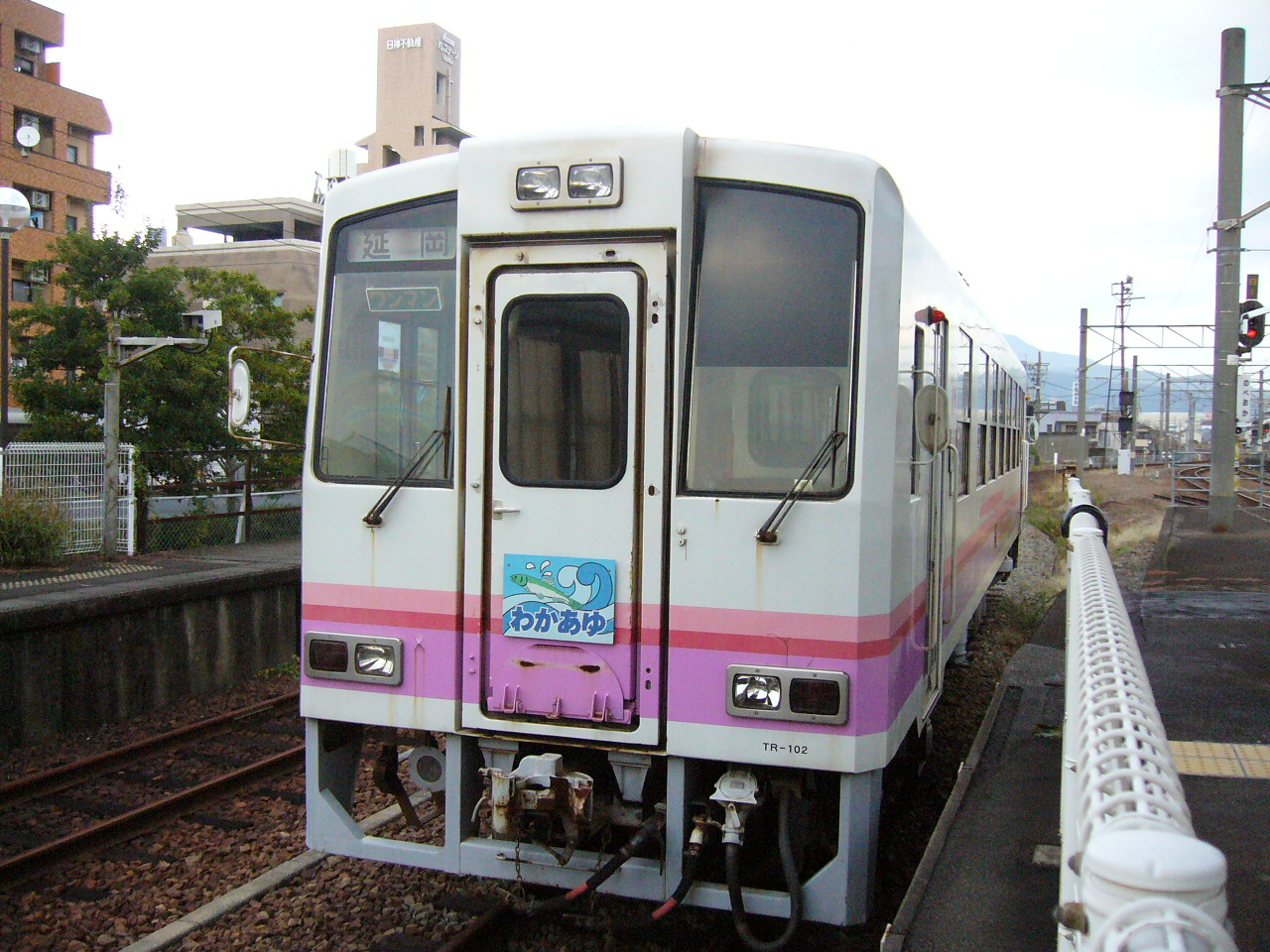
普通列車専用のTR-100形
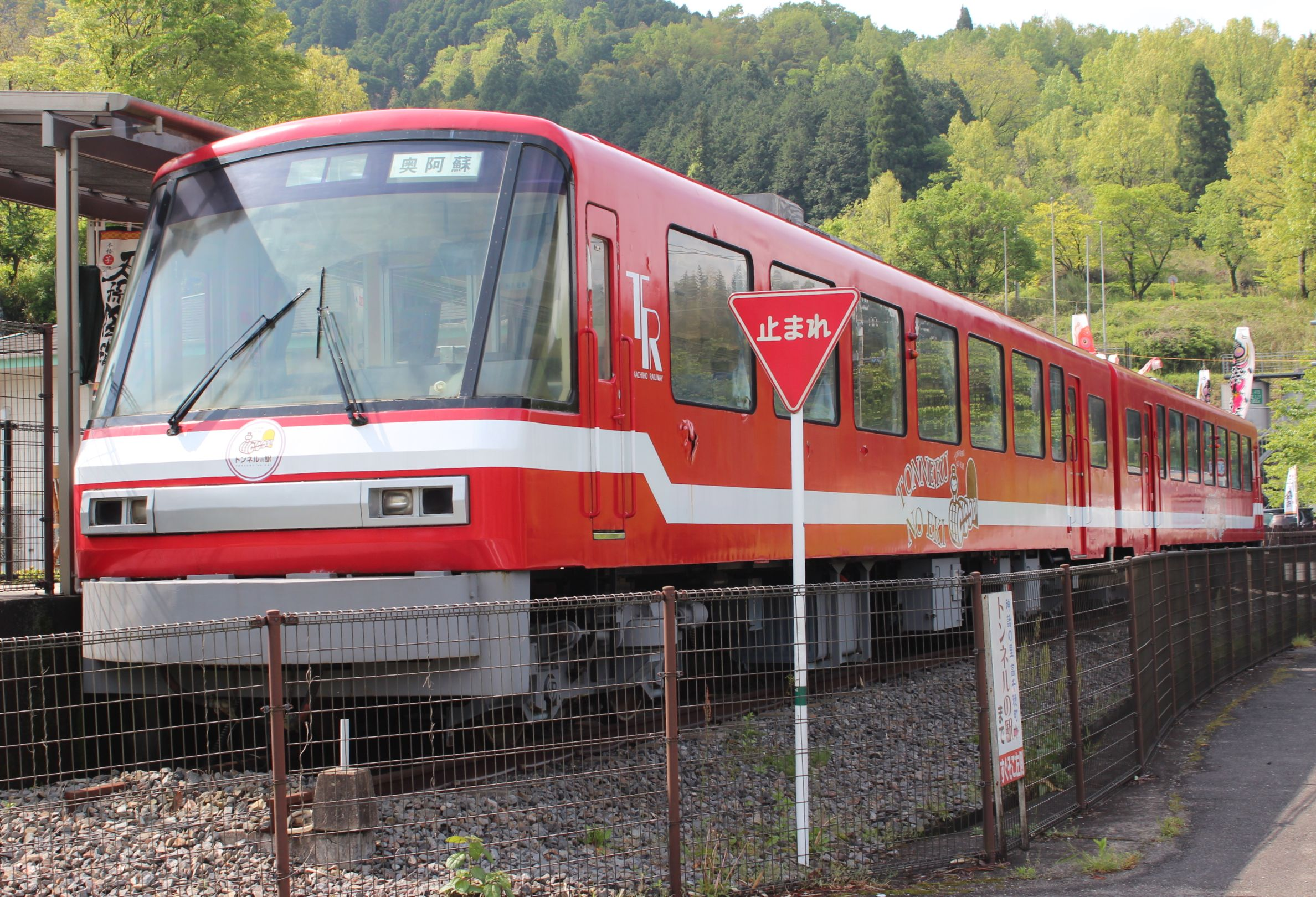
TR-300形（トンネルの駅にて）
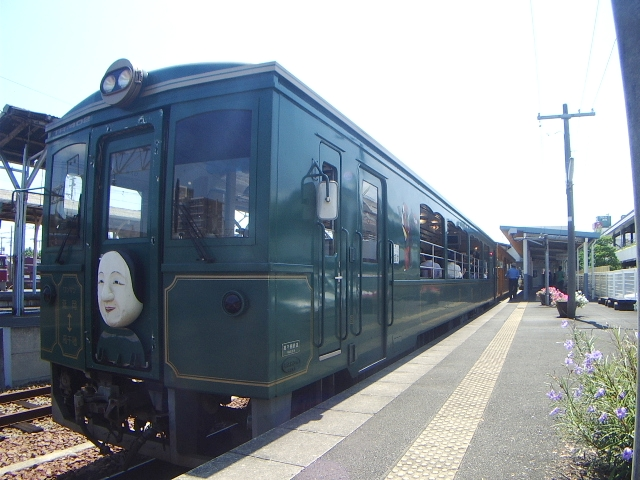
観光用トロッコ列車「トロッコ神楽号」の1両を担当する「天鈿女（あまのうずめ）号」
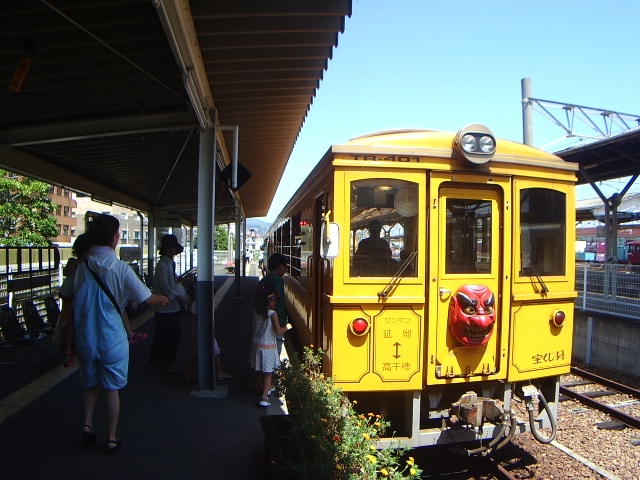
「トロッコ神楽号」のもう1両は「手力男（たぢからお）号」